# Kałaus
Kałaus (ros. Калаус) – rzeka na rosyjskim Kaukazie Północnym, lewy dopływ Zachodniego Manycza. Długość – 436 km, powierzchnia zlewni – 9,7 tys. km², średni przepływ we wsi Wozdwiżenskoje (60 km od ujścia) – 3,44 m³/s. Reżim śnieżno-deszczowy. Pokrywa lodowa od grudnia do marca.
Źródła Kałausu znajdują się w zachodniej części Wyżyny Stawropolskiej, pod szczytem Striżament. Kałaus płynie na wschód, potem skręca na północ i spływa do Obniżenia Kumsko-Manyckiego, gdzie uchodzi do Zachodniego Manycza. Największe dopływy – Graczewka (prawy), Ajgurka (lewy).
Pierwotnie Kałaus w górnym biegu był rzeką okresową, a po spłynięciu do Obniżenia Kumsko-Manyckiego rozdzielał się – mniejsza część wód uchodziła do Zachodniego Manycza, a szersza odnoga skręcała na wschód i uchodziła do Wschodniego Manycza. Po wielkich pracach melioracyjnych w latach 1965–1975 naturalne ujście Kałausu zostało przegrodzone tamą i rzekę skierowano na zachód, do Zachodniego Manycza. Również od tego czasu Kałaus jest zasilany wodami Tereku i Kumy. Średni przepływ Kałausu dzięki temu wzrósł 2,3 raza i ustabilizował się w skali roku.